# جورج يوهان ثيودور لاو
جورج يوهان ثيودور لاو (بالألمانية: Georg Johann Theodor Lau)‏ (و. 1813 – 1873 م) هو مؤرخ المسيحية، وعالم عقيدة، وقسيس ألماني، ولد في شلسفيغ، توفي عن عمر يناهز 60 عاماً.